# Calliandra riparia
Calliandra riparia är en ärtväxtart som beskrevs av Henri François Pittier. Calliandra riparia ingår i släktet Calliandra och familjen ärtväxter. Inga underarter finns listade i Catalogue of Life.